# Missen (Vetschau/Spreewald)
Missen, niedersorbisch Pšyne, ist ein Ortsteil der Stadt Vetschau/Spreewald im Nordosten des südbrandenburgischen Landkreises Oberspreewald-Lausitz. Missen liegt im amtlichen Siedlungsgebiet der Sorben/Wenden.

## Lage
Missen liegt in der Niederlausitz östlich des Naturparks Niederlausitzer Landrücken und wird von der Luckaitz durchflossen. Der Dorfanger ist in Ost-West-Richtung angelegt. Im Norden des Ortes befinden sich die Wohnungsbauten, im Süden landwirtschaftliche Anlagen. Im Osten liegen die Schule, Geschosswohnungen, der Friedhof und der Sportplatz.
Umgeben ist der Ort von weiteren Vetschauer Ortsteilen; im Westen grenzt er an Calau. Im Norden liegen der Gemeindeteil Jehschen sowie der Ort Repten, weiter im Norden folgt die Stadt Vetschau/Spreewald. Im Nordosten, Osten und Südosten folgen die Orte Tornitz, Briesen, Wüstenhain und Laasow. Westlich von Missen befinden sich der Gemeindeteil Gahlen sowie die Stadt Calau und im Nordwesten deren Ortsteile Bolschwitz und Erlenau. Im Süden grenzt der Ort an Ogrosen, weiter südlich folgen Ortsteile der Gemeinde Luckaitztal.

## Geschichte
Es wird angenommen, dass es sich bei dem Angerdorf Missen wie beim Gemeindeteil Gahlen und beim 1986/1987 abgebrochenen Ort Kahnsdorf um eine planmäßige deutsche Siedlung handelt, die im Auftrag des Bistums Meißen angelegt wurde. Der Ortsname lässt eine Verbindungen zum Wort Meißen zu. Ernst Eichler leitet den Ortsnamen vom altsorbischen Wort Mšina oder Mšeny, was mit Moos bestanden bedeutet, ab. Das Küchengut Missen war ein Bauerndorf der Markgrafschaft Niederlausitz, für das Ablieferungspflicht nach Lübben bestand. Im Jahr 1346 wurde die Missener Kirche erstmals erwähnt. Der älteste Teil des Ortes wird zwischen Kirche und Winkel vermutet, da von dieser Stelle aus die Straßen strahlenförmig in die Nachbarorte führen. Im Jahr 1761 wird der Ort als Missen sowie als Pschinne erwähnt, 1843 folgt die Nennung als Pšyny.
Nach dem Wiener Kongresses kam Missen mit der gesamten Niederlausitz an das Königreich Preußen und gehörte zum Landkreis Calau. Nach der Separation kam das Erbrichtergut an den Grafen von Pourtales. Dabei handelte es sich um einen landwirtschaftlichen Großbetrieb mit 30 Arbeitskräften. Neben dem Erbrichtergut entwickelte sich das Kruggut, bestehend aus Brennerei, Brauerei und Gaststätte mit 15 Arbeitskräften. Des Weiteren gab es im Ort eine Wassermühle.
Laut Arnošt Muka hatte Missen Anfang der 1880er Jahre 351 Einwohner, von denen nur noch etwa 30 Sorben waren. Diese waren größtenteils Zugezogene. Nach einem Bericht des Vetschauer Oberpfarrers aus dem Jahr 1884 war der letzte ortsgebürtige Sorbe im Herbst des Vorjahres verstorben. 1956 hatte Missen bei 502 Einwohnern insgesamt nur einen sorbischsprachigen Einwohner.
Am 1. Januar 1928 wurde der Ort Jehschen nach Missen eingegliedert. Nach dem Zweiten Weltkrieg gehörte Missen zum 1952 neugegründeten Kreis Calau. Im Jahr 1955 wurde in Missen eine Zentralschule mit Turnhalle und Schulküche errichtet. Der Nachbarort Gahlen wurde am 1. Januar 1957 eingemeindet. Der Ort gehört zum Kirchenkreis Niederlausitz. Am 26. Oktober 2003 wurde das Dorf mit den Orten Koßwig, Lassow und Raddusch in Vetschau/Spreewald eingegliedert.

### Einwohnerentwicklung
| 1875 | 275 | 1933 | 386 | 1964 | 694 | 1989 | 511 | 1993 | 489 | 1997 | 515 | 2001 | 481 |
| 1890 | 315 | 1939 | 359 | 1971 | 674 | 1990 | 498 | 1994 | 497 | 1998 | 510 | 2002 | 481 |
| 1910 | 347 | 1946 | 539 | 1981 | 602 | 1991 | 494 | 1995 | 502 | 1999 | 500 |      |     |
| 1925 | 359 | 1950 | 531 | 1985 | 570 | 1992 | 499 | 1996 | 509 | 2000 | 492 |      |     |

## Kultur und Sehenswürdigkeiten

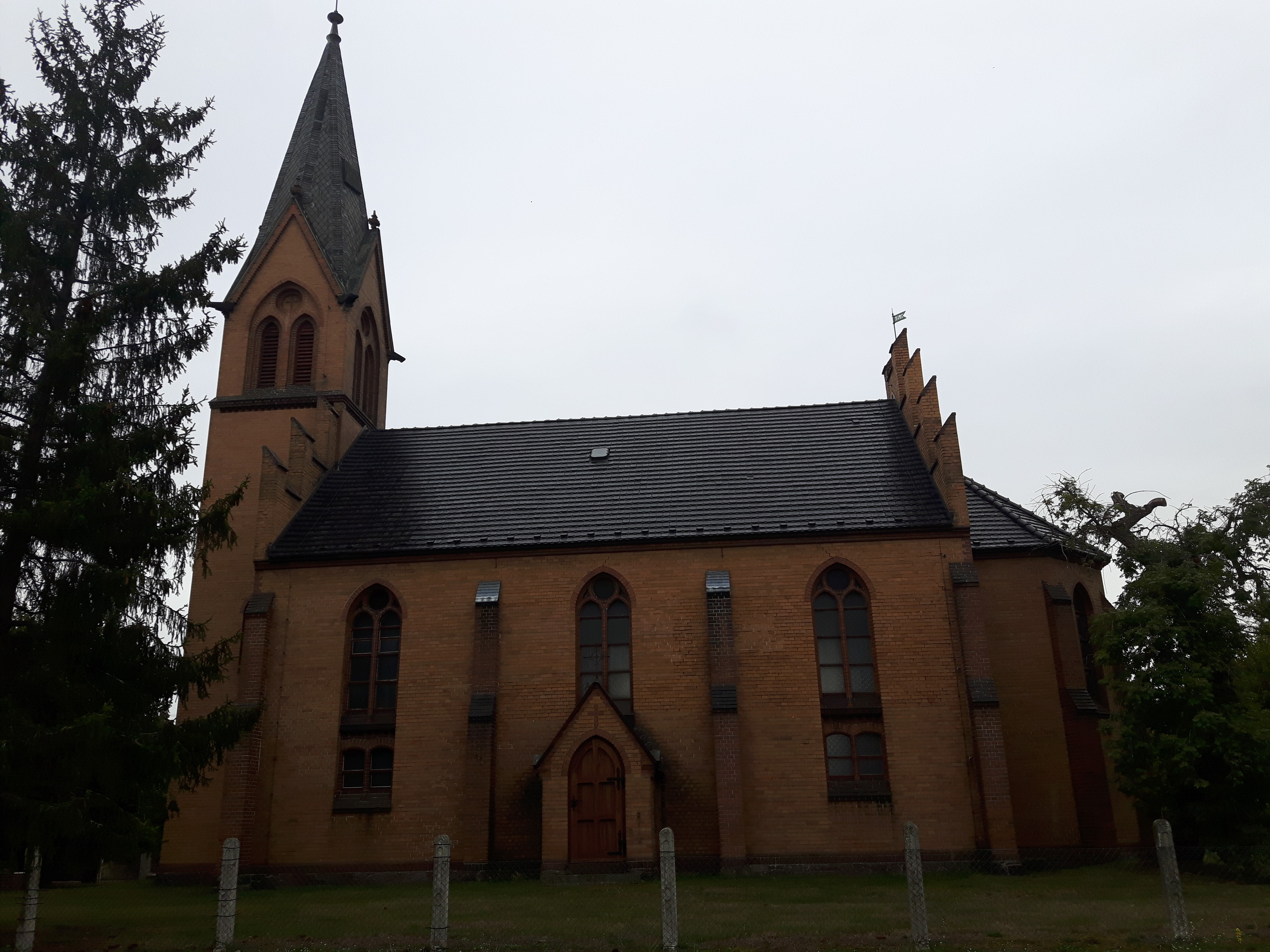
Dorfkirche Missen

Die Dorfkirche wurde 1887 im Stil der Neogotik anstelle einer baufälligen Fachwerkkirche errichtet. Sie besteht aus einem Saalbau mit fünfseitiger Apsis und einem eingezogenen quadratischen Turm. In der Kirche befindet sich eine Sauer-Orgel aus der Erbauungszeit der Kirche. Die Kirche gehört zu den Baudenkmalen der Stadt Vetschau/Spreewald.

## Wirtschaft und Infrastruktur
Nördlich von Missen verläuft die Bundesautobahn 15.
In Missen gibt es heute die Lindengrundschule und einen Kindergarten. Die Grundschule wurde für den Modellversuch des Landes Brandenburg „Kleine Grundschule“ ausgewählt. Das Schulgebäude der ehemaligen Oberschule wurde zwischen 1954 und 1956 im neoklassizistischen Stil der DDR errichtet. Außerdem gibt es einen Blumenladen und eine Kfz-Werkstatt.

## Persönlichkeiten
- Horst Göhlich (1926–2016), Maschinenbauingenieur und Hochschullehrer